# Кубок России по лыжным гонкам
Кубок России по лыжным гонкам — спортивное соревнование по лыжным гонкам, ежегодно проводимое Федерацией лыжных гонок России в конце февраля — начале марта.

## Условия
Регламент соревнований определяет четыре вида забегов раздельные для мужчин и женщин:
- индивидуальный спринт классическим стилем (КС);
- скиатлон
- командный спринт свободным стилем (СВ);
- индивидуальная гонка СВ.

## Список соревнований
| Год     | Место проведения                                       | Дата                | Примечание                                     |
| ------- | ------------------------------------------------------ | ------------------- | ---------------------------------------------- |
| 2016    | Сыктывкар, Республика Коми                             | 25—29 Февраля       | https://flgr-results.ru/results/749            |
| 2017    | Сыктывкар, Республика Коми                             | 25 февраля—01 марта | https://flgr-results.ru/results/849            |
| 2018    | СоК «Малиновка», д. Кононовская, Архангельская область | 24 февраля—03 марта | https://flgr-results.ru/results/950            |
| 2019    | Сыктывкар, Республика Коми                             | 23—27 февраля       | https://flgr-results.ru/results/1052           |
| 2020    | СоК «Малиновка», д. Кононовская, Архангельская область | 26 февраля—1 марта  | https://flgr-results.ru/results/1140           |
| 2022/23 | Вершина Тёи, Хакасия                                   | 26 февраля—1 марта  | https://flgr-results.ru/ratings                |
| 2024    | Гора "Айкуайвенчорр", г. Кировск, Мурманская область   | 3-7 апреля          | https://flgr.ru/news/zachet-kubka-rossii-2024/ |